# Pencarrow
Pencarrow (kornisch Pennkarow) ist ein im georgianischen Stil erbautes Herrenhaus in der Grafschaft Cornwall in Großbritannien. Das als Kulturdenkmal der Kategorie Grade II* klassifizierte Herrenhaus liegt inmitten eines 20 Hektar großen Parks fünf Kilometer südöstlich von Wadebridge und fünf Kilometer nordöstlich von Bodmin. Das Herrenhaus wird heute noch von der Familie Molesworth-St Aubyn bewohnt, elf Räume des Hauses sowie der Park können jedoch besichtigt werden.

## Geschichte

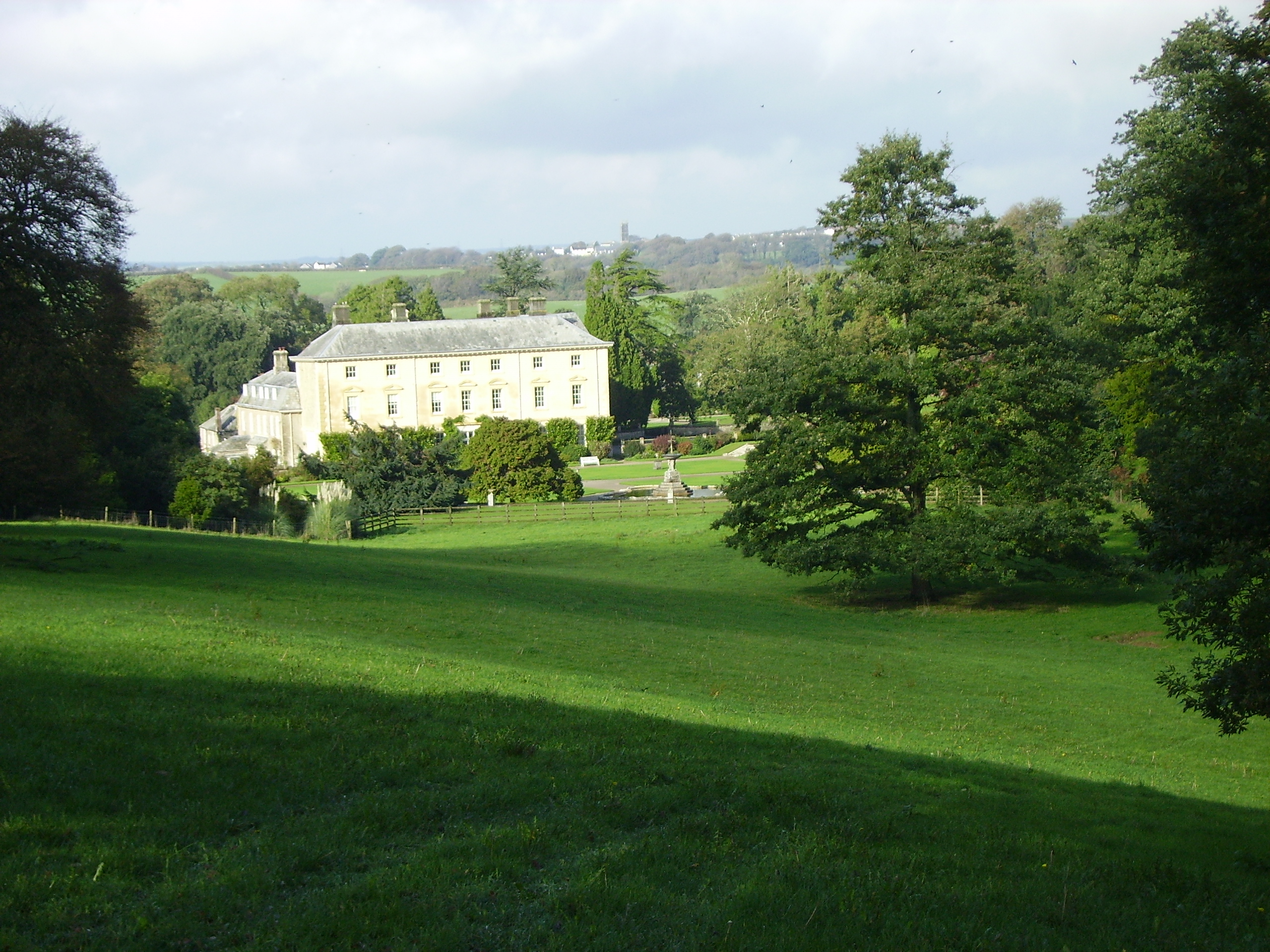
Pencarrow House im Park

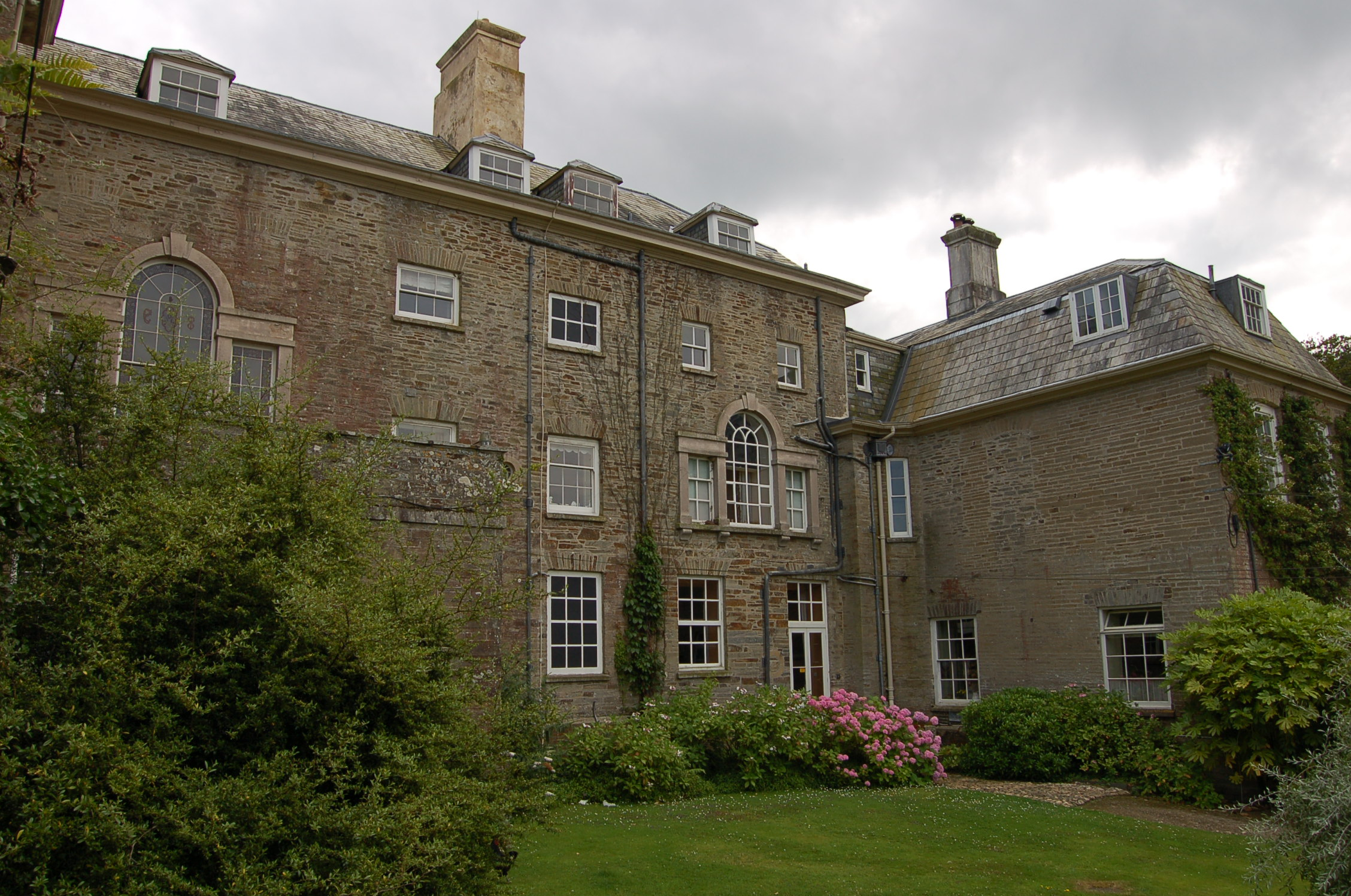
Das Herrenhaus

Pencarrow ist seit fast 500 Jahren der Sitz der Familie Molesworth-St Aubyn, seit John Molesworth  im 16. Jahrhundert in den Dienst des Herzogtums Cornwall trat. Der 5. Baron Molesworth, Sir John Molesworth, war Mitbegründer des Bankhauses Molesworth & Company, das schließlich im Bankhaus Lloyds aufging. Das heutige Herrenhaus wurde anstelle einer älteren Anlage von 1765 bis 1771 durch den Architekten Robert Allanson für den 5. Baron Molesworth erbaut.

## Anlage
Das zweigeschossige Herrenhaus besteht aus einer Gebäudegruppe, deren Hof- und Gartenfront eine einheitlich gestaltete klassizistische Fassade besitzen. Innen ist es reich mit Gemälden, Möbeln, Stuckarbeiten und anderen Einrichtungsgegenständen aus dem späten 18. Jahrhundert ausgestattet. Die Wirtschaftsgebäude stammen zum Teil noch aus dem 17. Jahrhundert.

## Park
Der das Herrenhaus umgebende Landschaftspark wurde hauptsächlich zwischen 1831 und 1835 durch den 10. Baron William Molesworth gestaltet. Er legte südlich des Hauses einen Senkgarten im Stil der italienischen Renaissance an. Im angrenzenden Park führt ein Rundgang zu einem Felsengarten, einem See mit Bachlauf und ein nach Süden gehendes, weites Tal mit von Wäldern flankierten Weiden. Sir William Molesworth war ein großer Pflanzensammler, der zahlreiche Koniferen im Park anpflanzte. Der Park enthält heute über 700 Rhododendrenarten, 160 verschiedene Nadelbaumarten und 60 Kamelienarten. Die Zufahrt zum Herrenhaus erfolgt über eine über 1,5 Kilometer lange Straße durch den Park.

## Trivia
Der englische Komponist Arthur Sullivan komponierte im Jahr 1886, als er Gast von Lady Andalusia Molesworth in Pencarrow war, seine Oper Lolanthe. Das Piano, auf dem er seine Kompositionen probte, steht heute noch im Drawing Room. Pencarrow diente mehrfach als Filmkulisse, darunter für die Rosamunde-Pilcher-Verfilmungen Klippen der Liebe (1999), Englischer Wein (2011) und Eine Frage der Ehre (2012). Die Chilenische Araukarie bekam ihren englischen Namen Monkey Puzzle Tree im Park von Pencarrow, als der englische Rechtsanwalt Charles Austin 1834 beim Anblick des Baumes im Park bemerkte: „That tree would puzzle a monkey“ (auf Deutsch etwa: „Diesen Baum zu erklimmen sei selbst für einen Affen eine kaum lösbare Aufgabe“).